# Coupe de Tunisie féminine de football
Cet article traite uniquement de la coupe féminine. Pour la coupe masculine, voir Coupe de Tunisie de football
La coupe de Tunisie féminine de football (arabe : كأس تونس لكرة القدم للسيدات) est une compétition de football féminin qui voit s'affronter chaque année les meilleurs clubs de Tunisie.

## Histoire
La première coupe tunisienne féminine est disputée lors de la saison 2004-2005.

## Palmarès
| N°  | Saison    | Club champion                                                 | Score de la finale                         | Vice-champion                                  |
| --- | --------- | ------------------------------------------------------------- | ------------------------------------------ | ---------------------------------------------- |
| 1re | 2004-2005 | Association sportive féminine du Sahel                        | 4-1                                        | Union sportive tunisienne                      |
| 2e  | 2005-2006 | Institut supérieur du sport et de l'éducation physique du Kef | 1-1 (3-1)                                  | Union sportive tunisienne                      |
| 3e  | 2006-2007 | Association sportive féminine du Sahel                        | 3-2                                        | Tunis Air Club                                 |
| 4e  | 2007-2008 | Institut supérieur du sport et de l'éducation physique du Kef | 2-1                                        | Association sportive de la Banque de l'habitat |
| 5e  | 2008-2009 | Tunis Air Club                                                | 2-1                                        | Association sportive féminine du Sahel         |
| 6e  | 2009-2010 | Association sportive de la Banque de l'habitat                | 3-3 (3-1)                                  | Union sportive tunisienne                      |
| 7e  | 2010-2011 | Tunis Air Club                                                | 3-1                                        | Association sportive de la Banque de l'habitat |
| 8e  | 2011-2012 | Tunis Air Club                                                | 5-0                                        | Association sportive féminine de Médenine      |
| 9e  | 2012-2013 | Association sportive féminine du Sahel                        | 3-2                                        | Association sportive de la Banque de l'habitat |
| 10e | 2013-2014 | Association sportive féminine du Sahel                        | 3-1                                        | Tunis Air Club                                 |
| 11e | 2014-2015 | Association sportive féminine du Sahel                        | 1-1 (3-1)                                  | Tunis Air Club                                 |
| 12e | 2015-2016 | Association sportive féminine du Sahel                        | 4-2                                        | Tunis Air Club                                 |
| 13e | 2016-2017 | Association sportive féminine du Sahel                        | 2-0                                        | Union sportive tunisienne                      |
| 14e | 2017-2018 | Association sportive féminine du Sahel                        | 2-0                                        | Union sportive tunisienne                      |
| 15e | 2018-2019 | Association sportive féminine de Gafsa                        | 1-1 (4-2)                                  | Association sportive féminine du Sahel         |
| -   | 2019-2020 | Annulée pour cause de pandémie de Covid-19                    | Annulée pour cause de pandémie de Covid-19 | Annulée pour cause de pandémie de Covid-19     |
| -   | 2020-2021 | Pas disputée                                                  | Pas disputée                               | Pas disputée                                   |
| -   | 2021-2022 | Pas disputée                                                  | Pas disputée                               | Pas disputée                                   |
| 16e | 2022-2023 | Association sportive féminine de Sousse                       | 4-0                                        | Union sportive tunisienne                      |

## Palmarès par équipe
| Club                                                          | Ville  | Titres | Années                                         |
| ------------------------------------------------------------- | ------ | ------ | ---------------------------------------------- |
| Association sportive féminine du Sahel                        | Sousse | 8      | 2005, 2007, 2013, 2014, 2015, 2016, 2017, 2018 |
| Tunis Air Club                                                | Tunis  | 3      | 2009, 2011, 2012                               |
| Institut supérieur du sport et de l'éducation physique du Kef | Le Kef | 2      | 2006, 2008                                     |
| Association sportive de la Banque de l'habitat                | Tunis  | 1      | 2010                                           |
| Association sportive féminine de Gafsa                        | Gafsa  | 1      | 2019                                           |
| Association sportive féminine de Sousse                       | Sousse | 1      | 2023                                           |